# Ray Guns Are Not Just the Future
Ray Guns Are Not Just the Future è il secondo album in studio del gruppo musicale indie pop statunitense The Bird and the Bee, pubblicato nel 2009.

## Tracce
1. Fanfare – 0:29
2. My Love – 3:46
3. Diamond Dave – 3:14
4. What's in the Middle – 3:21
5. Ray Gun – 4:42
6. Love Letter to Japan – 4:07
7. Meteor – 3:21
8. Baby – 3:50
9. Phil – 0:10
10. Polite Dance Song – 3:47
11. You're a Cad – 3:10
12. Witch – 3:55
13. Birthday – 3:48
14. Lifespan of a Fly – 3:14

## Formazione
Gruppo
- Greg Kurstin - basso, chitarra, tastiere, cori
- Inara George - voce

Collaboratori
- Mike Andrews - chitarra
- Willow Geer-Alsop - cori
- Joey Waronker - batteria